# Kinas volleybollförbund

Symbol för Kinas volleybollförbund

Kinas volleybollförbund (Förenklad kinesiska:中国排球协会) är Kinas nationella volleybollförbund. Det bildades 1953, representerar Kina i FIVB och asiatiska volleybollförbundet, samt volleybollsporten i Allkinesiska sportfederationen.